# 오이치노가타

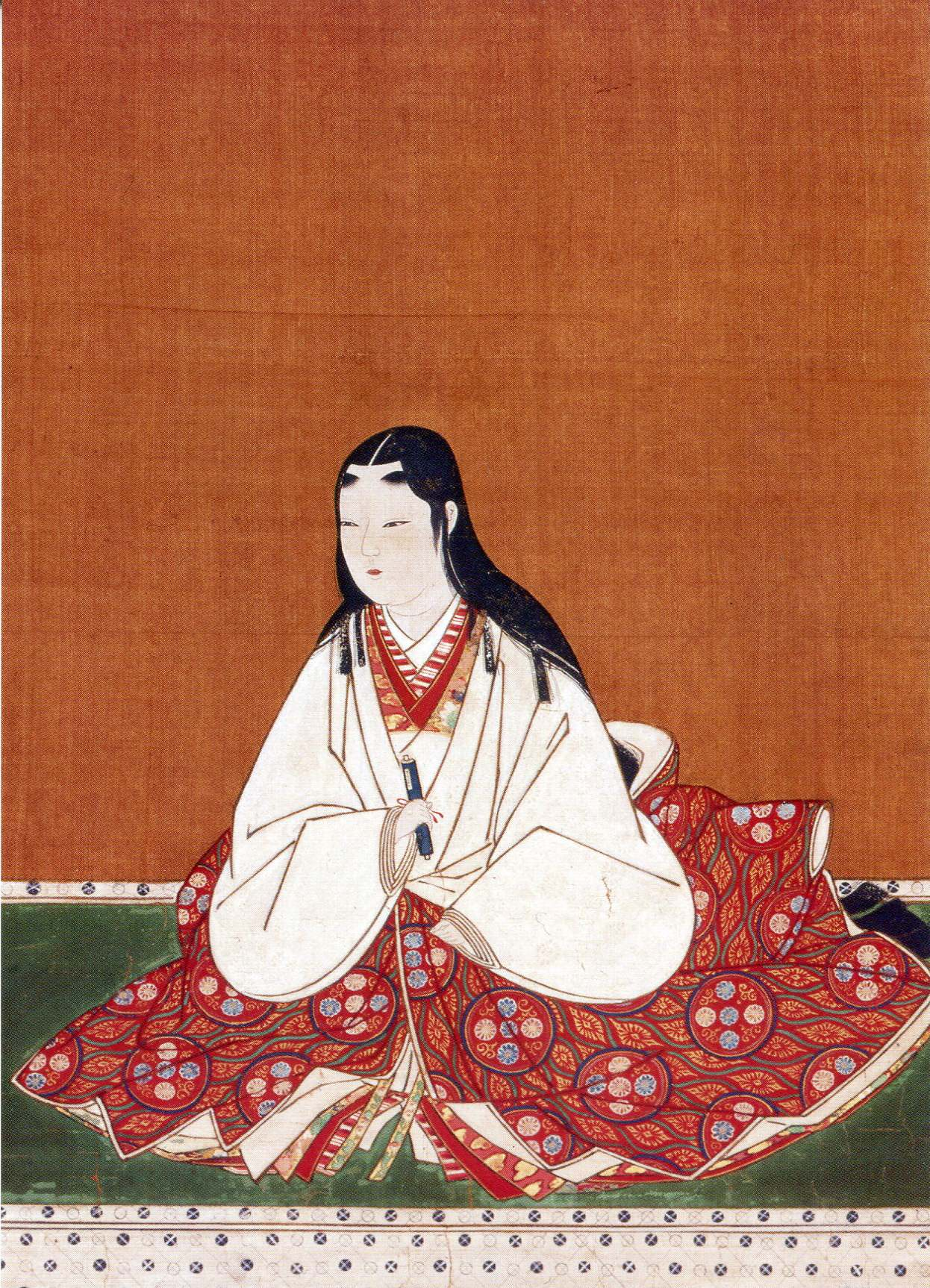
오이치노가타 초상화

오이치노가타(일본어: お市の方, 덴분 16년(1547년)? ~ 덴쇼 11년 4월 24일(1583년 6월 14일)는 일본 전국시대의 인물로, 오미 국(近江国)의 아자이 나가마사와 오다 사천왕 중의 한 명인 시바타 가쓰이에의 정실이다. 아버지는 오와리 국(尾張国)의 무장 오다 노부히데, 어머니는 노부히데의 정실 도다 고젠(土田御前)이며 오다 노부나가의 동복 여동생이다. 이치히메(市姫) 또는 고다니노가타(小谷の方, 고다니 마님)이라는 이름으로도 알려졌으며 오다 가계도에는 히데코(秀子)로 기록되어 있다. 도요토미 히데요리와 에도 막부 3대 쇼군 도쿠가와 이에미쓰의 조모이자 메이쇼 천황의 증조모이다. 에도 막부 2대 쇼군 도쿠가와 히데타다의 장모이기도 하다.

## 생애

### 첫 결혼과 사별
에이로쿠 10년(1567년) 혼인 동맹의 일환으로 오빠인 노부나가의 명에 따라 오미 국 아자이 가문의 당주인 아자이 나가마사와 결혼하였다. 비록 정략 결혼이었으나 부부의 사이는 매우 화목하여 둘 사이에서 아들 만보쿠마루(萬福丸)와 딸 차차(茶々), 하쓰(初), 고우(江)를 두었으며, 특히 이 세 딸은 각각 도요토미 히데요시, 교고쿠 다카쓰구, 도쿠가와 히데타다와 혼인하여 '아자이 3자매'로 유명해졌다.
겐키 원년 노부나가 측에서 약속을 어기고 아자이 가문과 깊은 관계를 맺고 있던 에치젠의 아사쿠라 가문을 공격하면서 동맹이 파기되고 아자이 가문과 오다 가문은 적 관계로 돌변하였다. 그러나 이후 지속적으로 오다 측에 밀리던 아자이 가문은 덴쇼 원년(1573년) 본성 고다니 성(小谷城)을 잃었고, 당주인 나가마사와 나가마사의 부친 히사마사(久政)의 자결, 그리고 나가마사의 장남 만보쿠마루의 살해로 결국 몰락하고 말았다. 남편과의 사이가 매우 좋았던 오이치는 나가마사를 따라 자결코자 하였으나 나가마사의 만류와 노부나가의 설득으로 세 딸들과 함께 오다 가문으로 되돌아갔다.
이후 약 9년간 오다 가문의 성인 기요스성에 머물렀던 네 모녀의 처우는 상당히 후했던 것으로 알려져 있다. 특히 또 다른 형제인 오다 노부카네(織田信包)는 투항하면 새 영지를 주겠다는 노부나가의 파격적인 조건에도 불구하고 자신이 속한 진영에 대한 의리를 지켜 자결을 택한 나가마사의 행동에 큰 감명을 받고, '아자이 가문의 핏줄이 끊겨서는 안 된다'고 주장하며 적극적으로 세 조카딸을 보호해 주었다.

### 재혼과 말년
노부나가의 사후 덴쇼 10년(1582년) 가문의 가신인 시바타 가쓰이에와 재혼하였다. 무공이 뛰어나고 오다 가문에 대한 충성심이 남달랐던 가쓰이에는 노부나가가 죽고 오다 가문이 분열되면서 도요토미 히데요시 주변으로 세력이 형성되자 이에 반기를 들었으나, 시즈가타케 전투에서 크게 패하여 결국 자신의 성인 기타노쇼 성에서 자결하였다. 히데요시는 오이치에게 항복하고 성을 빠져나올 것을 권유하였으나 오이치는 이를 거부하고 남편을 따라 스스로 목숨을 끊었다.

## 일화
- 미남, 미녀가 많기로 유명한 오다 가문에서도 특히 탁월하게 아름다웠던 것으로 알려져 있으며, 오하쇼리(御端折り)를 만들지 않은 독특한 의복의 초상화로 인해 키가 상당히 컸던 것으로도 추정된다.[3] 재주가 많고 기질도 강하여, 오빠 노부나가의 총애를 입었으며 노부나가로부터 '오이치가 남자였다면 훌륭한 무장이 되었을 것'이라는 말을 듣기도 하였다.
- 히데요시를 매우 싫어하여 시즈가타케 전투 이후 남편 가쓰이에의 만류와 히데요시의 설득에도 불구하고 히데요시에게 목숨을 구걸하지 않겠다며 죽음을 선택하였다. 그러나 오이치를 열렬히 사모하였던 히데요시는 오이치의 고다니 성 탈출에도 앞장섰으며 기타노쇼 성 함락 당시에도 오이치를 구명하려 애썼고, 후에는 오이치의 장녀 차차를 측실로 맞아들여 외아들 히데요리를 얻었다. 히데요시가 차차를 선택한 데에는 차차가 세 자매 중 가장 오이치를 많이 닮아서라는 설도 있다.

## 등장 작품
- 소설
  - 맹목 이야기(盲目物語) : 다니자키 준이치로 작.
  - 유성 - 오이치노가타(流星－お市の方) : 나가이 미치코 작.
- 영화
  - 환상의 호수(幻の湖) : 1982년 토에이 영화사. 오이치 역 세키네 게이코(関根恵子)
  - 차차 천애의 귀비(茶々 天涯の貴妃) : 2007년 토에이 영화사. 오이치 역 하라다 미에코
- TV
  - 다이코키(太閤記) : 1965년 NHK 대하드라마. 오이치 역 기시 게이코(岸惠子)
  - 나라를 훔친 이야기(国盗り物語) : 1973년 NHK 대하드라마. 오이치 역 마츠바라 치에코
  - 황금의 날들(黄金の日日) : 1978년 NHK 대하드라마. 오이치 역 고바야시 가오리(小林かおり)
  - 여자 다이코키(おんな太閤記) : 1981년 NHK 대하드라마. 오이치 역 나쓰메 마사코(夏目雅子)
  - 도쿠가와 이에야스(徳川家康) : 1983년 NHK 대하드라마. 오이치 역 마노 아즈사(眞野あずさ)
  - 다이코키(太閤記) : 1987년 TBS 드라마. 오이치 역 야스다 나루미
  - 가스가노 쓰보네(春日局) : 1989년 NHK 대하드라마. 오이치 역 다카바야시 유키코(高林由紀子)
  - 오다 노부나가(織田信長) : 1989년 TBS 드라마. 오이치 역 이토 지에리(伊藤智恵理)→가노 미유키(加納みゆき)
  - 노부나가 KING OF ZIPANGU(信長 KING OF ZIPANGU) : 1992년 NHK 대하드라마. 오이치 역 나카노 미호→와시오 이사코(鷲尾いさ子)
  - 천하를 얻은 남자 도요토미 히데요시(天下を獲った男 豊臣秀吉) : 1993년 TBS 드라마. 오이치 역 사와구치 야스코
  - 오다 노부나가(織田信長) : 1994년 테레비 도쿄. 오이치 역 나카무라 아즈사
  - 도요토미 히데요시 천하를 잡다!(豊臣秀吉 天下を獲る!) : 1995년 테레비 도쿄. 오이치 역 구로키 히토미
  - 히데요시(秀吉) : 1996년 NHK 대하드라마. 오이치 역 요리치카 미쓰코(頼近美津子)
  - 도시이에와 마츠 ~가가 백만 섬 이야기~(利家とまつ〜加賀百万石物語〜) : 2002년 NHK 대하드라마. 오이치 역 다나카 미사토
  - 다이코키 원숭이로 불린 남자(太閤記 サルと呼ばれた男) : 2003년 후지 테레비. 오이치 역 미야자와 리에
  - 나라를 훔친 이야기(国盗り物語) : 2005년 테레비 도쿄. 오이치 역 다카기 마미코(高木まみ子)
  - 공명의 갈림길(功名が辻) : 2006년 NHK 대하드라마. 오이치 역 다이치 마오
  - 다이코키 ~ 천하를 얻은 남자 히데요시(太閤記〜天下を獲った男・秀吉) : 2006년 테레비 아사히. 오이치 역 아이다 쇼코
  - 네네 ~ 여자 다이코키(寧々～おんな太閤記) : 2009년 테레비 도쿄. 오이치 역 다카오카 사키
  - 고우~공주들의 전국~(江〜姫たちの戦国〜): 2011년 NHK 대하드라마. 오이치 역 스즈키 호나미
- 게임
  - 귀무자 2(鬼武者2)
  - 전국무쌍 시리즈(戦国無双シリーズ) : 성우 마에다 아이
  - 무쌍 오로치 시리즈(無双OROCHIシリーズ) : 성우 마에다 아이
  - 케센III(決戦III) : 성우 킨게츠 마미
  - 전국 바사라 시리즈(戦国BASARAシリーズ) : 성우 노토 마미코